# Michael Bublé
Michael Steven Bublé (/[invalid input: 'icon']ˈbuːbleɪ/; sinh ngày 9 tháng 9 năm 1975) là một ca sĩ người Canada. Anh đã thắng 3 Giải Grammy và nhiều Giải Juno. Album đầu tay của anh từng lọt vào top 10 tại Canada và UK. Album It's Time năm 2005 đã đem về cho anh thành công về thương mại trên toàn cầu, và album Call Me Irresponsible năm 2007 lại còn thành công vang dội hơn, đứng đầu bảng xếp hạng album của Canada, bảng Billboard 200 của Mỹ, bảng xếp hạng album của Úc và của châu Âu. Bublé đã bán được hơn 30 triệu bản album trên toàn thế giới.

## Cuộc sống
Michael Bublé được sinh ra tại thành phố Burnaby, British Columbia, Canada, con của Lewis Bublé, một ngư dân đánh bắt cá hồi, và Amber (nhũ danh Santagà). Anh có hai em gái, Crystal (một nữ diễn viên) và Brandee. Bublé theo đạo Công giáo. Anh học Trường tiểu học Seaforth và Trường trung học Cariboo Hill. Theo một cuộc phỏng vấn Oprah vào ngày 09 Tháng 10 2009, Bublé đã mơ ước trở thành một ca sĩ nổi tiếng từ khi hai tuổi. Khi còn là một thiếu niên, anh đã ngủ với cuốn Kinh Thánh và cầu nguyện để trở thành một ca sĩ. Bublé quan tâm đến nhạc jazz bắt đầu vào khoảng năm năm tuổi khi gia đình anh chơi album White Christmas của Bing Crosby vào thời điểm Giáng sinh. Lần đầu tiên mà gia đình anh nhận thấy tài năng ca hát của mình là tại thời điểm Giáng sinh khi Buble đã 13 tuổi, và họ nghe ông hát mạnh mẽ cụm từ "Cầu mong ngày của bạn sẽ được vui vẻ và tươi sáng "khi gia đình đang hát ca khúc "White Christmas" trong một chuyến đi xe.
Bublé đã có một niềm đam mê mạnh mẽ cho khúc côn cầu và muốn trở thành một cầu thủ khúc côn cầu trên băng chuyên nghiệp cho Canucks Vancouver khi lớn lên, nhưng tin rằng ông không giỏi với nó, anh đã nói: "Tôi rất, rất muốn trở thành một cầu thủ khúc côn cầu... Nếu tôi chỉ cần tốt một chút ở khúc côn cầu, tôi có lẽ sẽ không đi hát bây giờ. " [19] Bublé thường chơi khúc côn cầu thời trẻ tuổi của mình, xem các trận đấu của Vancouver Canucks với cha mình, và nói: rằng ông "đã xem tất cả các trận đấu trên sân nhà khi còn trẻ... Tôi nhớ tôi muốn được trở thành Gary Lupul, thành Patrik Sundstrom và Ivan Hlinka. Tôi từng nghĩ rằng được đặt tên Michael Bublé là khá hấp dẫn bởi vì tôi gần như đã được đặt một cái tên khác là Jiri Bubla". Bublé cũng chia sẻ mối quan tâm tới khúc côn cầu của mình với ông nội của ông.
Từ khi 14 tuổi, Bublé đã dành sáu năm trong mùa hè làm việc như một ngư dân thương mại với cha và đội của mình. Buble mô tả kinh nghiệm làm việc của mình là "công việc thể lực nặng nhọc nhất tôi sẽ từng biết đến trong cuộc đời của tôi. Chúng tôi có thể đi trong hai, đôi khi ba tháng trong một lần ra khơi và kinh nghiệm sống và làm việc giữa những người đàn ông hơn gấp đôi tuổi của tôi đã dạy cho tôi rất nhiều về trách nhiệm và ý nghĩa như thế nào là một người đàn ông".
Những buổi ca hát đầu tiên của Bublé bắt đầu trong câu lạc bộ đêm ở tuổi 16 và ông được ông nội của ông là người Ý Demetrio Santagà động viên hết mình, vốn là một thợ sửa ống nước đến từ thị trấn nhỏ ở Preganziol, ở huyện Treviso, người cung cấp dịch vụ sửa đường ống dẫn nước của mình để đổi lấy thời gian đứng trên sân khấu cho cháu trai của mình. Ông của Bublé cũng trả tiền cho những bài học ca hát của mình. Một trong những giáo viên hướng dẫn thanh nhạc của ông là Joseph Shore, hát giọng baritone opera. Bublé lớn lên gắn bó với bộ sưu tập nhạc jazz của ông nội và nhìn nhận tình yêu nhạc jazz của mình là nhờ sự ảnh hưởng từ ông nội. "Ông tôi đã thực sự là người bạn tốt nhất của tôi cho đến lúc lớn lên. Ông là người đã mở ra cho tôi đến với cả một thế giới âm nhạc mà dường như đã quá thế hệ của tôi. Mặc dù tôi thích nhạc rock 'n' roll và âm nhạc hiện đại, lần đầu tiên ông ngoại tôi chơi bản Mills Brothers, một cái gì đó kỳ diệu đã xảy ra. Lời bài hát đã rất lãng mạn, rất thật, cái cách một bài hát nên là như thế nào đối với tôi. Nó giống như được nhìn thấy tương lai của tôi ở trước mắt. Tôi muốn trở thành một ca sĩ và tôi biết rằng đây là thứ âm nhạc mà tôi muốn hát". Bublé không bao giờ ngừng tin rằng ông sẽ trở thành một ngôi sao nhưng thừa nhận ông có lẽ là người duy nhất tin tưởng vào giấc mơ của mình, nói rằng ngay cả ông ngoại của ông cũng nghĩ Buble sẽ là "một hành động mở màn cho người khác ở Las Vegas". Bà ngoại của Buble, Iolanda Moscone cũng là người Ý, từ Carrufo, Villa Santa Lucia degli Abruzzi, Ý. Buble đã tuyên bố ông không bao giờ học đọc và viết nhạc, chỉ sử dụng cảm xúc để chèo lái khả năng sáng tác nhạc.
Ở tuổi 18, Buble bước vào một cuộc thi tài năng địa phương và chiến thắng. Nhưng sau khi chiến thắng, ông đã bị loại bởi nhà tổ chức Bev Delich vì ông còn vị thành niên. Sau đó, Delich đăng ký cho Buble tham gia cuộc thi Youth Talent Search Canada, ông đã chiến thắng. Sau chiến thắng đó, Buble hỏi Delich làm quản lý của mình. Delich ký và đại diện Buble trong bảy năm không-mấy-tốt-đẹp tiếp theo. Theo Delich, Buble sẽ làm mỗi buổi biểu diễn trở nên giàu sức tưởng tượng, bao gồm các chương trình tài năng, hội thảo, du lịch thuyền, trung tâm thương mại, phòng khách sạn, quán bar, câu lạc bộ, hợp đồng biểu diễn của công ty, nhạc revue, hát qua điện tín, và thậm chí thỉnh thoảng hát ở những buổi biểu diễn Giáng Sinh.
Vào năm 1996, Buble xuất hiện trong chương trình truyền hình "Death Game" (hay còn gọi là Mortal Challenge) như là một Drome Groupie. Cũng trong năm 1996, anh xuất hiện (không được ghi tên) trong hai tập phim của The X-Files như một Thủy thủ tàu ngầm.
Buổi biểu diễn truyền hình quốc gia đầu tiên của Buble là trong bộ phim tài liệu có tựa đề Big Band Boom! trên kênh Bravo! (và đoạt giải) vào năm 1997, được đạo diễn bởi Mark Glover Masterson.
Bắt đầu từ năm 1997, Buble cũng trở thành khách mời thường xuyên trên chương trình trò chuyện quốc gia Vicki Gabereau trên mạng CTV. Trong mùa giải đầu tiên của chương trình Vancouver dựa trên lịch phát sóng trực tiếp, mà cuối cùng làm việc trong lợi của Buble. Khi một vị khách dự kiến đã buộc phải hủy bỏ, sản xuất âm nhạc của chương trình (Mark Fuller) thường được hỏi Buble để điền vào ở phút cuối cùng. Có một lần, Buble chia sẻ nhiệm vụ với khách đồng Anh Columbia Diana Krall, người đã là một nhạc sĩ nhạc jazz được đề cử Grammy. Theo Fuller, Krall là phù hợp ấn tượng với hiệu suất của Buble. Sự xuất hiện Gabereau cung cấp Buble với tiếp xúc tuyệt vời, nhưng họ cũng đã giúp ca sĩ trau dồi kỹ năng truyền hình của mình như một nghệ sĩ biểu diễn và như một vị khách phỏng vấn. Trong một chương trình chung của lòng biết ơn, Buble xuất hiện trên chương trình Gabereau cuối cùng trong năm 2005, cùng với Jann Arden và Elvis Costello.
Buble đã nhận được hai giải thưởng Genie - đề cử trong năm 2000 cho hai bài hát ông viết cho bộ phim Dưới đây là để cuộc sống!. ("Tôi chưa bao giờ được trong tình yêu Trước khi", "ol Dumb' Heart") [36] Ông đã ghi lại ba album độc lập (First Dance, 1996; Babalu năm 2001; Dream, 2002). [37] Tuy nhiên, 25 năm tuổi, Buble chuyển từ British Columbia tới Toronto, Ontario và đã sẵn sàng để từ bỏ ước mơ của năng âm nhạc chuyên nghiệp để di chuyển trở lại Vancouver, British Columbia để theo đuổi sự nghiệp trong ngành báo chí, khi nghỉ may mắn của ông đến vào năm 2000. [17] [38]

## Tình cảm và gia đình

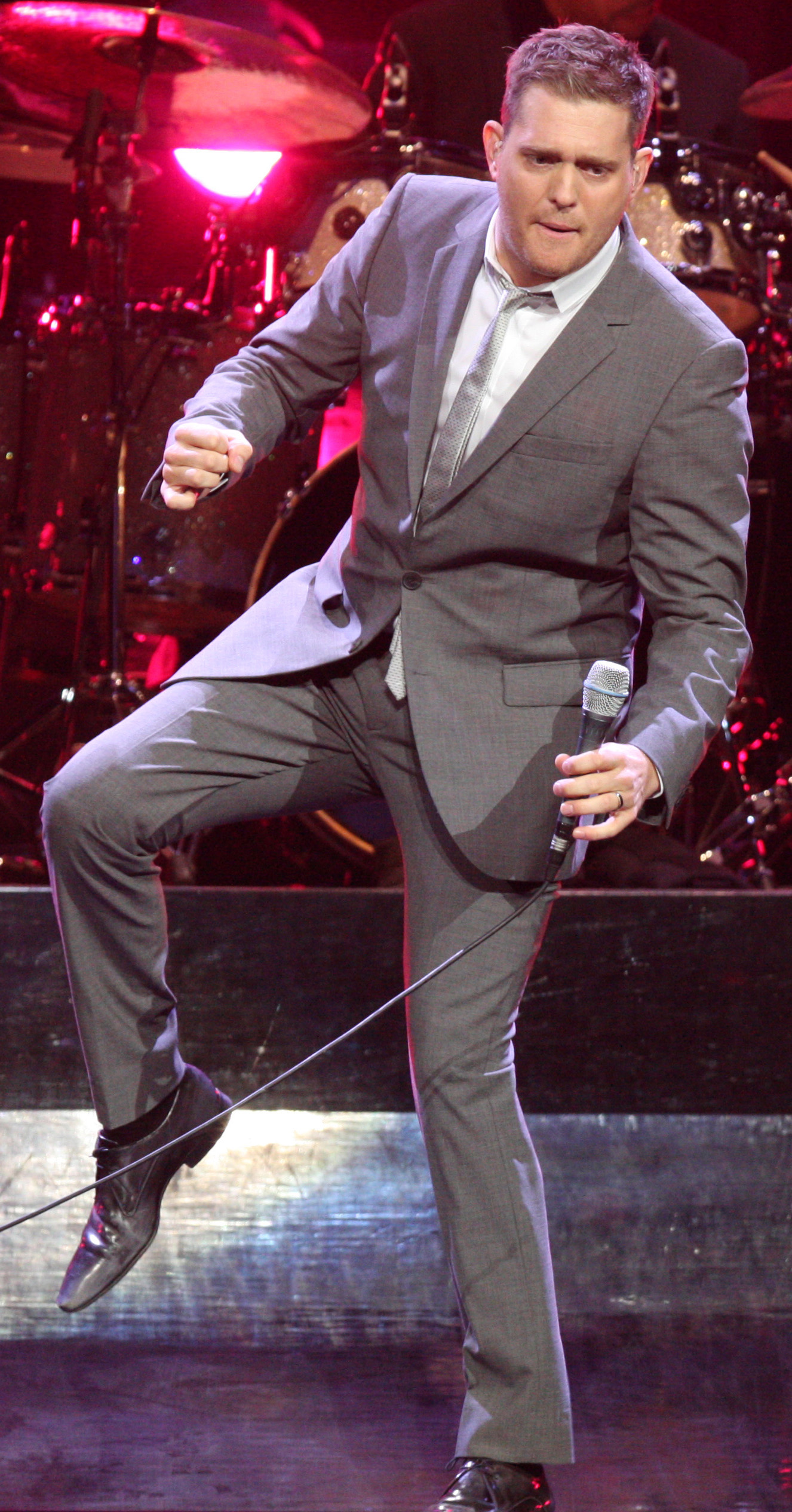
Bublé trình diễn vào tháng 2 năm 2011

Bublé đính hôn với nữ tài tử Debbie Timuss mà cùng trình diễn với anh ta trong musical Red Rock Diner vào năm 1996 và Forever Swing của Dean Regan vào năm 1998. Quan hệ của họ chấm dứt vào tháng 11 năm 2005 và việc đó gợi hứng cho anh ta viết bản nhạc "Lost".

## Sự nghiệp âm nhạc

### Album phòng thu
- BaBalu (2001)
- Dream (2002)
- Michael Bublé (2003)
- It's Time (2005)
- Call Me Irresponsible (2007)
- Crazy Love (2009)
- Christmas (2011)
- To Be Loved (2013)
- Love (2018)

### Album trình diễn trực tiếp
- Come Fly with Me (2004)
- Caught in the Act (2005)
- Michael Bublé Meets Madison Square Garden (2009)

### Đĩa đơn
- How Can You Mend a Broken Heart (2003)
- Kissing a Fool (2003)
- Sway (2004)
- Spider-Man Theme (2004)
- Feeling Good (2005)
- Home (2005)
- Song for You (2005)
- Save the Last Dance for Me (2006)
- Everything (2007)
- Me and Mrs. Jones (2007)
- Lost (2007)
- It Had Better Be Tonight (2007)
- Comin' Home Baby (hát với Boyz II Men, 2008)
- Haven't Met You Yet (2009)
- Hold On (2009)
- Baby (You've Got What It Takes) (2009)
- Cry Me a River (2010)
- Crazy Love (2010)
- Hollywood (2010)
- Don't Get Around Much Anymore (hát với Tony Bennett, 2011)
- All I Want for Christmas is You (2011)
- Georgia On My Mind (hát với Ray Charles, 2012)
- It's Beginning to Look a Lot like Christmas và Jingle Bells (hát với Puppuni Sisters, 2012)
- White Christmas (hát với Bing Crosby, 2012)
- It's a Beautiful Day (2013)